# Hadena oenistis
Hadena oenistis là một loài bướm đêm trong họ Noctuidae.